# Country Gentlemen
Die Country Gentleman ist eine US-amerikanische Bluegrass-Band, die Ende der 1950er-Jahre entstand und Wegbereiter eines progressiven Bluegrassstils war.

## Werdegang
Am 4. Juli 1957 hatten die Bayou Boys, eine aus Louisiana stammende Bluegrassgruppe, auf dem Weg zu einem Konzert einen Autounfall. Die unverletzt gebliebenen Bandmitglieder Charlie Waller (* 19. Januar 1935) und Bill Emerson zogen notgedrungen den Auftritt alleine durch. Das war die Geburtsstunde der Country Gentlemen, die sich nach zahlreichen Umbesetzungen erstmals 1959 in einer stabilen Formation präsentierten. Neben Waller  vervollständigten der Mandolinenspieler John Duffey (* 4. März 1934), der Bassgitarrist Tom Gray und der Banjospieler Eddie Adcock (* 17. Juni 1938) das Quartett.
Beim Starday Label wurden einige Singles und ein Album produziert. Danach wechselten die Country Gentlemen zu Folkways, wo weitere Alben veröffentlicht wurden. Die Gruppe spielte eine moderne Variante der Bluegrass-Musik, in die auch Folk und Country-Elemente einflossen. Auf den Einsatz der Fiddle wurde verzichtet (erst später wurden gelegentlich Fiddle-Spieler hinzugezogen). Beheimatet war die Gruppe in Washington, D.C., wo man in der lokalen Folk- und Bluegrassszene eine führende Rolle spielte. Trotz ihrer ständig wachsenden Popularität blieben Charterfolge aus. Die Bluegrassmusik war auch in ihrer modernen Variante zu weit vom Mainstream entfernt, um vom Country-Radio berücksichtigt zu werden.
Mitte der 1960er Jahre wechselten sie zum Rebel Label. Es gab zahlreiche personelle Umbesetzungen. Charlie Waller war die einzig konstante Größe. Erst 1971 fand sich wieder eine dauerhafte Besetzung zusammen. Mit dabei war Bill Emerson, der 1957 zu den Gründern gehört hatte. Der Bassist Bill Yates stieß 1970 zu der Gruppe. Im Laufe der Jahre spielten zahlreiche Musiker bei der Band, von denen einige, wie etwa Ricky Skaggs, später berühmt wurden.
Charlie Waller, der langjährige Frontman der Gruppe, starb im August 2004. Sein Sohn Randy führte seine Arbeit fort. Die neuformierte Band trat von da an als „Randy Waller & The Country Gentlemen“ auf.

## Diskografie

### Alben
- 1959 – Traveling Dobro Blues (Stardy)
- 1960 – The Country Gentlemen Vol. 1 (Folkway)
- 1962 – The Country Gentlemen Vol. 2 (Folkway)
- 1963 – The Country Gentlemen Vol. 3 (Folkway)
- 1963 – Folk Session Inside (Mercury)
- 1966 – Bringing Mary Home (Rebel)
- 1968 – The Traveller (Rebel)
- 1969 – The Country Gentlemen Play it Like it Is (Rebel)
- 1970 – The Country New Look, New Sound (Rebel)
- 1971 – One Wide River to Cross (Rebel)
- 1971 – Country Gentlemen Sound Off (Rebel)
- 1972 – The Award Winning Country Gentlemen (Rebel)
- 1973 – Yesterday & Today (Rebel)
- 1973 – The Country Gentlemen (Vanguard)
- 1976 – Joe’s Last Train (Rebel)
- 1978 – Calling My Children Home (Rebel)
- 1983 – 25 Years (Rebel)
- 1991 – Let The Light Shine Down (Rebel)
- 1992 – New Horizon (Rebel)
- 1995 – Sugar Hill Collection (Sugar Hill)
- 2003 – Keeper Of The Flame (Lendel)